# はさみうちの原理

緑の曲線および赤の曲線では x座標が 0 に近づく際に y座標は 0 に近づくので、それらの間に挟まれた青の曲線でも同様である。

はさみうちの原理（はさみうちのげんり）は、極限に関する定理の一つ。おおまかには、同じ極限値を持つ2つの関数に挟まれた第3の関数も同じ極限値を持つという主張である。

## 概要
直接には極限値を求めにくい場合も、極限値を求めやすい2つの関数ではさめるならば、はさみうちの原理によって間接的に極限値を得ることができる。考え方の源流は、アルキメデスが円周率の近似値を計算する際に用いた方法にまで遡るが、現代的な形での定式化はガウスによってなされた。
はさみうちの原理と同様の主張は、実数列（各項が実数である数列）の極限に対しても成り立つ。日本の大学受験業界においては、この主張をはさみうちの原理と呼ぶことが多く、これを用いて解く問題が頻出するために重要視されている。日本の高校教育においては感覚と直観に頼った極限概念しか扱わないため、「証明なしに用いてよい事実」とされているが、ε-δ論法によって極限を定式化すれば、関数に関しても数列に関しても、共に定理として個別に証明が可能である。なお、英語では定理 (theorem) の名を冠される場合が多く、squeeze theorem, pinching theorem, sandwich theorem などと呼ばれる。
イタリアやロシアでは、「二人の警察官の定理」として知られ、次のようなたとえ話と共に紹介される。囚人が二人の警察官に挟まれているとすれば、二人の警察官が部屋に入るときには、囚人も必然的にその部屋に入ることになる。

## 命題

### 数列に関する命題
3つの実数列 {an}, {bn}, {cn} について、常に an ≤ bn ≤ cn であって、
{\displaystyle \lim _{n\to \infty }a_{n}=\lim _{n\to \infty }c_{n}=A}
（A は定数）ならば、
{\displaystyle \lim _{n\to \infty }b_{n}=A}
が成り立つ。
最初の有限個の項は極限値には影響しないので、仮定における大小関係は常に成り立つ必要はなく、十分大きな n に対して成り立っていれば十分である。

### 関数に関する命題
3つの実数値関数 f(x), g(x), h(x) について、常に f(x) ≤ g(x) ≤ h(x) であって、
{\displaystyle \lim _{x\to \infty }f(x)=\lim _{x\to \infty }h(x)=A}
（A は定数）ならば、
{\displaystyle \lim _{x\to \infty }g(x)=A}
が成り立つ。
やはり、大小関係は x が十分大きな部分でのみ成り立っていればよい。また、上記は x → ∞ における極限についての主張であるが、x → −∞ の場合や、ある実数 a に対する x → a の場合の極限についても同様の主張が成り立つ。x → −∞ の場合は x が十分小さな部分で、x → a の場合は a に近い部分（正確には a を含むある開区間）で大小関係が成り立っていればよい。

## 類似の命題
はさみうちの原理は、極限として有限の値をとる場合であったが、極限が +∞ または −∞ の場合にも似た命題が成り立つ。例えば、数列に関しては次の各命題が成り立つ。
- 十分大きな n に対して an ≤ bn であり、an が +∞ に発散するならば、bn も +∞ に発散する。
- 十分大きな n に対して an ≤ bn であり、bn が −∞ に発散するならば、an も −∞ に発散する。

これらの事実は数学的には特に重要ではないが、日本の大学受験業界においては追い出しの原理との名で紹介されることがある。通常の解析学の枠組みにおいては、はさみうちの原理と追い出しの原理は別個に証明する必要があり、両者に数学的な依存関係はない。